# Clarina kotschyi
Clarina kotschyi là một loài bướm đêm thuộc họ Sphingidae. Loài này có ở the cao nguyên Iran và Mesopotamia tới miền đông và miền trung Thổ Nhĩ Kỳ.
Con trưởng thành nghỉ ban ngày ở trong lá cây chủ hay trên đá trên mặt đất. Nơi sinh sống gồm các sườn đồi cao lên đên 2000 mét và các thung lũng có bụi cây, nho. Loài này hiện diện phổ biến ở các khu vực trồng nho.
Sải cánh dài 60–80 mm. Nó gần giống loài Clarina syriaca (mà được xem như phụ loài của Clarina kotschyi), nhưng lớn hơn. Con trưởng thành bay từ đầu tháng 5 đến cuối tháng 8 trong ba thế hệ chồng lấn.
Ấu trùng ăn các loài Vitis vinifera, Parthenocissus và Ampelopsis.